# Tang Saier
Tang Saier (fallecida después de 1420) fue una líder rebelde china. 
Era hija  de un maestro de artes marciales de Putai, casó con Lin San y se unió al Loto Blanco. En 1420, aprovechó el disgusto entre el campesinado para reunir un ejército de rebeldes contra el gobierno imperial en Xieshipeng. Tomó las ciudades de Ju y Jimo y venció a varios oficiales imperiales antes de que su ejército fuera derrotado en Anqui. Después de la derrota, ella y sus rebeldes se mezclaron entre el campesinado comprensivo con su acción y desaparecieron, por lo que nunca fueron castigados. Quedó como una heroína popular en el folclore y las leyendas y el pueblo de Xieshipeng fue después renombrado con su nombre.  